# Johann Gottlieb Ziehnert
Amadeus Johann Gottlieb Ziehnert (* 5. März 1785 in Quohren; † 7. April 1856 in Schlettau) war ein evangelischer Theologe und Schriftsteller.

## Leben
Der als Schulbuchautor wirkende Pfarrer Johann Gottlieb Ziehnert wurde als Sohn eines Bauern in Quohren bei Kreischa geboren. Er immatrikulierte sich 1803 an der Universität Leipzig, um dort Theologie zu studieren.
Während der Studienzeit lernte er seine Frau Johanne Christina Schale kennen und heiratete sie. Beide wurden Eltern von neun Kindern. Der berühmteste Sohn war Widar Ziehnert, ein sächsischer Sagensammler. 
Nach einer ersten Stellung als Hilfslehrer in Dresden wurde er 1810 Rektor und erster Hospitalprediger in Königsbrück. Von dort ging er 1816 nach Großenhain, um eine Stelle als Pfarrer anzutreten. Seine nächste berufliche Station als Pfarrer begann 1828 in Schlettau im Erzgebirge an der Kirche zu Schlettau. Dort war er bis 1851 im Amt. 
Im Laufe seines Lebens verfasste Ziehnert zahlreiche pädagogische Bücher und Schriften. Er war Ehrenmitglied der Naturforschenden Gesellschaft Görlitz.
Zum Ort seines Lebensendes gibt es unterschiedliche Informationen. Die Kirchgemeinde Schlettau gibt an, dass er dort beerdigt wurde, was jedoch kein gesicherter Hinweis zum Ort des Todes ist.

## Würdigung
1939 sammelte die Kirchgemeinde Schlettau Spenden und finanzierte davon eine Gedenktafel an Widar Ziehnert am Pfarrhaus in Schlettau. Diese wurde von einer Nachfolge-Gedenktafel ersetzt, die sowohl an den Vater und als auch an den Sohn Ziehnert mit Lebensdaten und ihren Leistungen erinnert.

## Werke
- Denksprüche, Ein Versuch deutsche Rechtschreibung zu befördern. Neustadt an der Orla. Wagner. 1811[8]
- Kleine Schauspiele. Neustadt an der Orla. 1812
- Sächsische Kriegslieder – Dem edeln Banner und der braven Landwehr vorzüglich gewidmet. Leipzig, Edelmann. 1814
- Sächsische Friedenslieder. Leipzig. 1815
- Winterfreuden. Pirna. 1815
- Gemälde aus dem weiblichen Geschäftskreise. Pirna. 1815
- Sommerfreuden zur Unterhaltung und Belustigung für Kinder jeden Alters. Pirna. 1816
- Die kleine Wirthschafterin. Ein Lese- und Bilderbuch für Mädchen von 8 bis 14 Jahren, die einst eine gute Hausfrau werden sollen. Pirna und Leipzig. Friese 1821.
- Der Raethselschmidt in muntrer Freunde Kreise : giebt 300 große u. kleine Nüsse zu knacken. Pirna. Friese. 1822
- Praktisches Evangelisches Kirchenrecht, mit besonderer Hinsicht auf Sachsen, Preußen und andere evangelische Länder, für Prediger, angehende Superintendenten und Juristen. Goedsche, Meißen 1826[9]
- Weltkunde oder Erdbeschreibung mit Andeutungen aus der Naturlehre, Natur-, Völker-, Gewerb-, Kunst- und Kulturgeschichte. Ein Lese-, Lehr- und Lernbuch für Volksschulen. Meißen, Fr. W. Gödsche. 1837
- Das Königreich Sachsen oder Erdbeschreibung mit Andeutungen aus der Naturlehre, Natur-, Völker-, Gewerb-, Kunst- und Kulturgeschichte. Ein Lese-, Lehr- und Lernbuch für Volksschulen. Meißen, Fr. W. Gödsche. 1837[10]

## Weblink
- Sammler von Volkssagen starb vor 180 Jahren